# The Garden Conservancy
The Garden Conservancy — американская некоммерческая организация, занимающаяся сохранением частных садов и парков.
Основанная в 1989 году Фрэнсисом Кэботом, Консерватория с тех пор помогла ряду американских садов разработать стратегии сохранения, организовать устройство и планы финансирования. В некоторых случаях охрана природы играет ведущую роль в переводе сада в устойчивый некоммерческий статус. Штаб-квартира The Garden Conservancy находится в Колд-Спринг, Нью-Йорк.

## История
Во время посещения сада Рут Бэнкрофт в Уолнат-Крик, Калифорния Фрэнк Кэбот спросил Рут, что будет с садом после её смерти. Жена Кэбота предложила создать некоммерческую организацию по сохранению садов. Так и появилась эта компания. Кэбот основал организацию в 1989 году. Первым садом, который был открыт для публики, был Рут Бэнкрофт Гарден., который начал гастролировать в 1992 году и официально стал некоммерческим в 1994 году.

## Сады
Проекты:
- Остров Алькатрас, Сан-Франциско, Калифорния
- «Рут Бэнкрофт Гарден», Уолнат-Крик, Калифорния
- «Чейс Гарден», Ортинг, Вашингтон
- «Фелс», Ньюбери, Нью-Гэмпшир
- «Зелёные сады», Шорт-Хиллз, Нью-Джерси
- «Японский сад для прогулок Джона П. Хьюмса», Миллнек, Нью-Йорк
- «Монтросе», Хиллсборо, Северная Каролина
- «Пекервуд Гарден», Хемпстед (Техас)
- «Роки Хилл», Маунт Киско, Нью-Йорк
- «Сад Джорджа Шоелкопфа», Вашингтон, Коннектикут
- «Стиплетоп», Аустерлиц, Нью-Йорк
- «Дом и сад Ван Влека», Монтеклер, Нью-Джерси
- «Тис Делл Гарденс», Крествуд, Кентукки

## Примечание
1. ↑  Nonprofit Explorer: Research Tax-Exempt Organizations
2. ↑  Dickey, Page. Outstanding American Gardens: A Celebration: 25 Years of the Garden Conservancy. — 2015-09-22. — ISBN 978-1617691652. Источник. Дата обращения: 3 июня 2020. Архивировано 4 июня 2020 года.
3. 1 2  Raver, Anne (21 октября 1999). HUMAN NATURE; The Keepers of the Garden's Soul. The New York Times. Архивировано 13 мая 2020. Дата обращения: 3 июня 2020.
4. 1 2  Silver, Johanna. The Bold Dry Garden. — Portland, Oregon : Timber Press, 2016. — ISBN 9781604696707.
5. ↑  Herendeen, Lisa (20 августа 2015). News Briefs: Ruth Bancroft's 107th birthday celebration. East Bay Times. East Bay. Архивировано 27 февраля 2019. Дата обращения: 3 июня 2020.